# Stazione di Bagnaria Arsa
La stazione di Bagnaria Arsa è una stazione ferroviaria di superficie di tipo passante del Friuli-Venezia Giulia che si trova sulla linea ferroviaria dismessa Palmanova – San Giorgio di Nogaro che attualmente è autosostituita da autocorse.

## Storia
La stazione venne aperta all'esercizio il 26 agosto 1888, quando venne aperto il tratto ferroviario che collegava la stazione di Udine con quella di Palmanova e San Giorgio di Nogaro.

## Movimento
In seguito alla sospensione del servizio viaggiatori della linea ferroviaria avvenuta nel 1997, nella stazione fermano tuttora soltanto autocorse sostitutive che collegano Palmanova con San Giorgio di Nogaro.

## Servizi
La stazione dispone dei seguenti servizi:
- Interscambio Autobus
- Parcheggio di scambio